# Roland Biser
Roland Biser (* 5. Dezember 1922 in Stuttgart; † 26. September 1987 in Schwäbisch Hall) war ein deutscher Politiker, unter anderem als Landrat.

## Leben
Biser war der Sohn eines Oberregierungsrats. Er besuchte von 1933 bis 1940 ein Gymnasium in Stuttgart. An das Abitur schloss sich der Kriegsdienst an. 1942 wurde er schwer verwundet; ein Bein musste amputiert werden. In der Folge wurde er zum Studium beurlaubt. Von 1942 bis 1946 studierte er Rechtswissenschaften in Tübingen. 1947 wurde er promoviert, bis 1950 war er Gerichtsreferendar. Seine Amtslaufbahn begann Biser als Assessor am Landratsamt Esslingen. 1952 ging er an das Verwaltungsgericht und den Verwaltungsgerichtshof Stuttgart, bevor er ein Jahr später Stellvertreter des Landrats in Schwäbisch Hall wurde. 1954 wechselte er mit dem gleichen Aufgabenbereich nach Nürtingen, wo er bis 1957 blieb. Von 1957 bis 1961 war er Berichterstatter im Rechtsreferat des baden-württembergischen Wirtschaftsministeriums, bevor er 1961 Landrat des Landkreises Schwäbisch Hall wurde. Dieses Amt hatte er bis zu seiner Pensionierung 1987 inne. 

## Auszeichnungen
- 1980: Bundesverdienstkreuz